# Ken Burns
Pour les articles homonymes, voir Burns.
Ken Burns est un producteur, réalisateur, directeur de la photographie, scénariste et acteur américain né le 29 juillet 1953 à Brooklyn, New York (États-Unis), connu pour ses documentaires sur l'histoire des États-Unis.

## Biographie
Né à New York, dans le quartier de Brooklyn d'un père anthropologue, il obtient un Bachelor of Arts au Hampshire College (en), un college expérimental du Massachusetts en 1975, il est ensuite cocréateur d'une société de productions de films, Florentine Films. Il va alors travailler principalement à la réalisation de documentaires concernant l'histoire des États-Unis, souvent diffusés sur PBS, la chaîne de télévision publique américaine. Brooklyn Bridge son premier documentaire est nommé aux oscars en 1981. 
À partir de 1989, il travaille avec l'Anglaise Lynn Novick (en) avec qui il va coproduire et coréaliser ses documentaires suivants. En 1990, il rencontre le succès public et critique avec The Civil War documentaire sur les quatre années de la Guerre de Sécession malgré sa longueur, 12 heures. Le documentaire obtiendra une quarantaine de récompenses. « C'est l'événement le plus important de l'histoire américaine, [...] je pense que la Guerre de Sécession est un guide incroyable sur qui nous sommes » dira-t-il dans une interview en 2025. 
En 1994, nouveau succès Histoire du baseball, une série documentaire de 18 heures, coréalisée avec Lynn Novick (en). Ce documentaire est la meilleure audience jamais réalisée sur la chaîne de télévision publique, avec 45 millions de téléspectateurs. Il enchaîne avec un autre succès populaire 3 ans plus tard avec Lewis and Clark, récit de la première expédition dans l'Ouest américain. Il réalisera et produira ensuite plusieurs films sur la culture populaire américaine : sur le jazz (20 heures), la première traversée des États-Unis en automobile, Mark Twain, la vie de Jack Johnson, premier afro-américain champion de boxe poids lourds. 
En 2007, il réalise The War, un film documentaire de 14 heures sur la Seconde Guerre mondiale traitée du point de vue des participants directs au conflit mais aussi à travers la vie de quatre petites villes américaines pendant la guerre. Ce documentaire a été présenté au festival de Cannes 2007 en quatre séances de 3h30 sur deux jours.
En avril 2025, Ken Burns, reconnu pour ses explorations de l’histoire des États-Unis, consacre un diptyque à Léonard de Vinci, diffusé sur Arte : L'art et l'expérience, suivi de La quête de la beauté. Ce projet marque une rare incursion hors du cadre américain, rapprochant la méthode de Burns de celle de Léonard, guidées toutes deux par une curiosité sans limites,.

## L'«effet Ken Burns»
Steve Jobs, le fondateur d’Apple, a baptisé du nom d’effet Ken Burns un effet vidéo intégré dans le logiciel iMovie qui consiste en un panoramique et un zoom avant simultanés effectués sur un document statique (photographie, peinture, dessin, gravure, etc.) au moyen d'une caméra fixe ou d'un logiciel vidéo, vu son usage intensif dans l’œuvre du réalisateur.

## Vie privée
Ken Burns épouse Amy Stechler en 1982. Le couple a deux filles, Sarah et Lilly. Ils divorcent en 1993.
Il est élu membre de la Société américaine de philosophie depuis 2011.
Burns est un soutien de longue date du Parti démocrate. Se déclarant en faveur de Barack Obama pour l'élection présidentielle de 2008, il compare ce dernier à Abraham Lincoln. En 2016, il critique Donald Trump à l'occasion d'un discours inaugural à l'Université de Stanford.
En 2020, il apporte officiellement son soutien à Ed Markey, candidat à sa réélection en tant que sénateur démocrate du Massachusetts.

## Filmographie

### comme producteur
- 1981 : Brooklyn Bridge (documentaire)
- 1984 : The Shakers: Hands to Work, Hearts to God
- 1985 : The Statue of Liberty (documentaire)
- 1985 : Huey Long (en) (documentaire TV)
- 1988 : The Congress (en)  (documentaire TV)
- 1988 : Thomas Hart Benton (en) (documentaire TV)
- 1990 : The Civil War (documentaire TV)
- 1991 : Empire of the Air: The Men Who Made Radio (en) (documentaire TV)
- 1994 : Histoire du baseball (documentaire TV)
- 1997 : Thomas Jefferson (en) (documentaire TV)
- 1997 : Lewis & Clark: The Journey of the Corps of Discovery (en)  (documentaire TV)
- 1998 : Frank Lloyd Wright (documentaire TV)
- 1999 : Not for Ourselves Alone: The Story of Elizabeth Cady Stanton & Susan B. Anthony (en)  (documentaire TV)
- 2001 : Jazz (en) (documentaire TV)
- 2001 : Mark Twain (en) (documentaire TV)[12]
- 2003 : Horatio's Drive: America's First Road Trip (en) (documentaire TV)
- 2004 : Unforgivable Blackness: The Rise and Fall of Jack Johnson  (documentaire TV)
- 2007 : The War (documentaire TV)
- 2016 : Defying the Nazis The Sharps' War

### comme réalisateur
- 1981 : Brooklyn Bridge  (documentaire)
- 1984 : The Shakers: Hands to Work, Hearts to God  (documentaire TV)
- 1985 : The Statue of Liberty  (documentaire)
- 1985 : Huey Long (en)  (documentaire TV)
- 1988 : Thomas Hart Benton (en)  (documentaire TV)
- 1988 : The Congress (en)  (documentaire TV)
- 1990 : The Civil War (documentaire TV de 9 épisodes)
- 1991 : Empire of the Air: The Men Who Made Radio (en)  (documentaire TV)
- 1994 : Histoire du baseball (documentaire TV de 9 épisodes)
- 1997 : Thomas Jefferson (en) (documentaire TV)
- 1997 : Lewis & Clark: The Journey of the Corps of Discovery (en)  (documentaire TV)
- 1998 : Frank Lloyd Wright  (documentaire TV)
- 1999 : Not for Ourselves Alone: The Story of Elizabeth Cady Stanton & Susan B. Anthony (en)  (documentaire TV)
- 2001 : Jazz (en) (documentaire TV)
- 2001 : Mark Twain  (documentaire TV)
- 2003 : Horatio's Drive: America's First Road Trip (en) (documentaire TV)
- 2004 : Unforgivable Blackness: The Rise and Fall of Jack Johnson  (documentaire TV)
- 2007 : The War (documentaire TV de 7 épisodes)
- 2011 : Prohibition: une expérience américaine (en)  (documentaire TV de 3 épisodes)
- 2012 : The Dust Bowl (en)
- 2014 : The Roosevelts (miniseries) (en)
- 2017 : Vietnam (documentaire TV de 10 épisodes)
- 2019 : Country Music (en) (documentaire TV de 8 épisodes)
- 2021 : Hemingway (documentaire TV de 3 épisodes)
- 2021 : Muhammad Ali (documentaire TV de 4 épisodes)
- 2022 : Benjamin Franklin (documentaire TV de 2 épisodes)
- 2022 : L'Amérique face à l'Holocauste (documentaire TV de 3 épisodes, produit et dirigé avec l'aide de Lynn Novick et Sarah Botstein)
- 2023 : Bison, une histoire de l'Amérique (documentaire TV de 2 épisodes)

### comme directeur de la photographie
- 1981 : Brooklyn Bridge  (documentaire)
- 1984 : The Shakers: Hands to Work, Hearts to God  (documentaire TV)
- 1985 : The Statue of Liberty  (documentaire)
- 1985 : Huey Long (en)  (documentaire TV)
- 1990 : The Civil War (documentaire TV)
- 1994 : Histoire du baseball (documentaire TV)
- 1997 : Thomas Jefferson (en) (documentaire TV)
- 1997 : Lewis & Clark: The Journey of the Corps of Discovery (en)   (documentaire TV)
- 1998 : Frank Lloyd Wright  (documentaire TV)
- 1999 : Not for Ourselves Alone: The Story of Elizabeth Cady Stanton & Susan B. Anthony (en)  (documentaire TV)
- 2001 : Jazz (en) (documentaire TV)
- 2001 : Mark Twain  (documentaire TV)
- 2003 : Horatio's Drive: America's First Road Trip (en) (TV)

### comme scénariste
- 1990 : The Civil War (documentaire TV)
- 1994 : Histoire du baseball (documentaire TV)

### comme acteur
- 1993 : Gettysburg : Hancock's Aide

### Autres apparitions
Il apparaît dans un épisode des Simpson (épisode 10 de la saison 14) à la télévision, lors d'un documentaire télévisé sur sa vie et ses passions. Il apparaît également dans un épisode de la saison 3 de The Mindy Project, en jouant son propre rôle.

### Projets futurs
- La Révolution américaine (2025)
- Emancipation to Exodus (2027, avec David McMahon, Sarah Burns, et Erika Dilday)
- LBJ & the Great Society (2028, avec Lynn Novick et Sarah Botstein)[4]

## Distinctions
- 2019 : doctorat honoris causa de l'université Brown[13]